# پیستویا
شهر  پیستویا (به ایتالیایی: Pistoia) با جمعیت ۸۹٬۴۱۸ نفر  در ناحیه توسکانی در کشور ایتالیا واقع شده‌است.